# 王都 (天啓壬戌進士)
王都（？—？），字子京，號石平，南直隶镇江府金坛县人。明朝政治人物。

## 生平
萬曆三十四年（1606年）丙午科應天鄉試舉人，天啓二年（1622年）壬戌科進士。刑部观政，授福建建宁县知县，七年本省同考，崇祯元年（1628年）考选，擢工科给事中，所论列皆封疆大计，力陈袁崇焕不可督师，而荐丘禾嘉有将略，后卒如其言。崇祯二年（1629年）正月与陕西道御史高赉明巡视节慎库，闰四月工部尚书张凤翔条上厂库诸弊，有发银一千两，人止得三四百两等语，崇祯帝大怒，召集百官，又召王都与高赉明文华殿召对，被当场逮入锦衣卫诏狱，并亲批：王都、高赉明、刘麟长都着革了职，法司严刑追赃，拟罪具奏。大学士韩爌等揭救，后释归。墓在南庄。

## 家族
子王敬锡，天啓五年进士。